# Das Haus des Schreckens (1918)
Das Haus des Schreckens ist ein US-amerikanisches Stummfilm-Serial aus dem Jahre 1918 mit Pearl White und Antonio Moreno in den Hauptrollen.

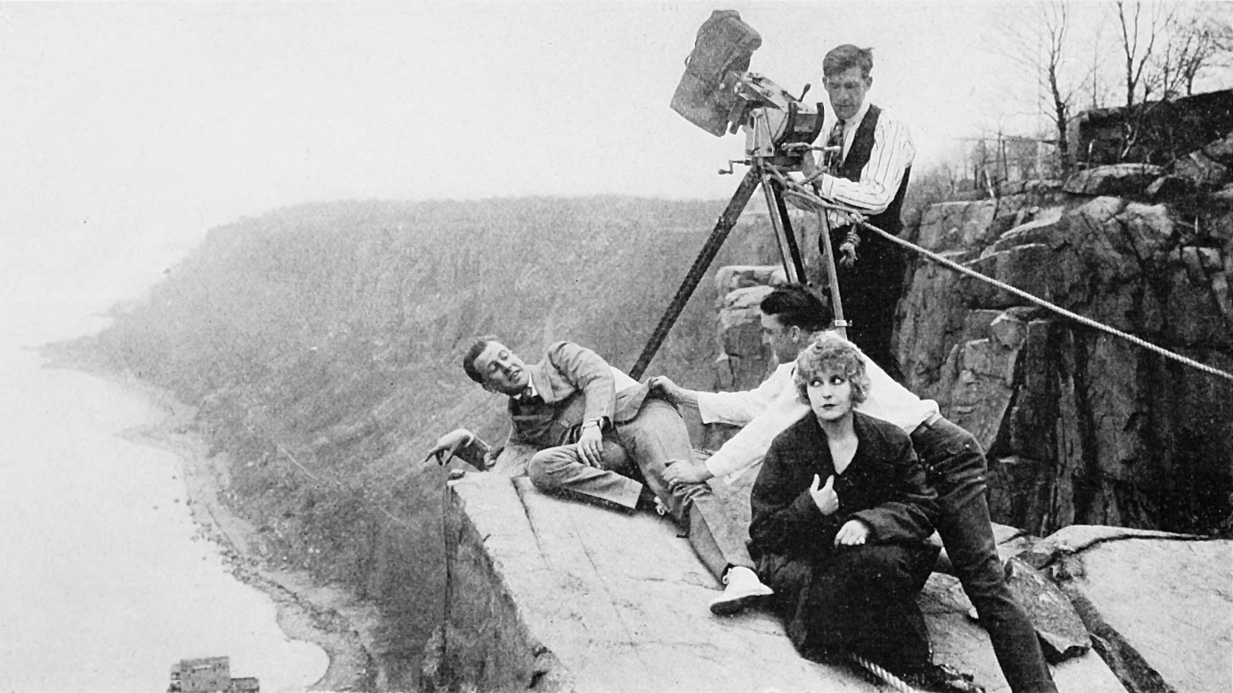
Pearl White (vorn), Antonio Moreno (Mitte), Regisseur George B. Seitz (links) und Kameramann Arthur C. Miller (oben) während der Dreharbeiten an einer Felsklippe der Hudson River Palisades

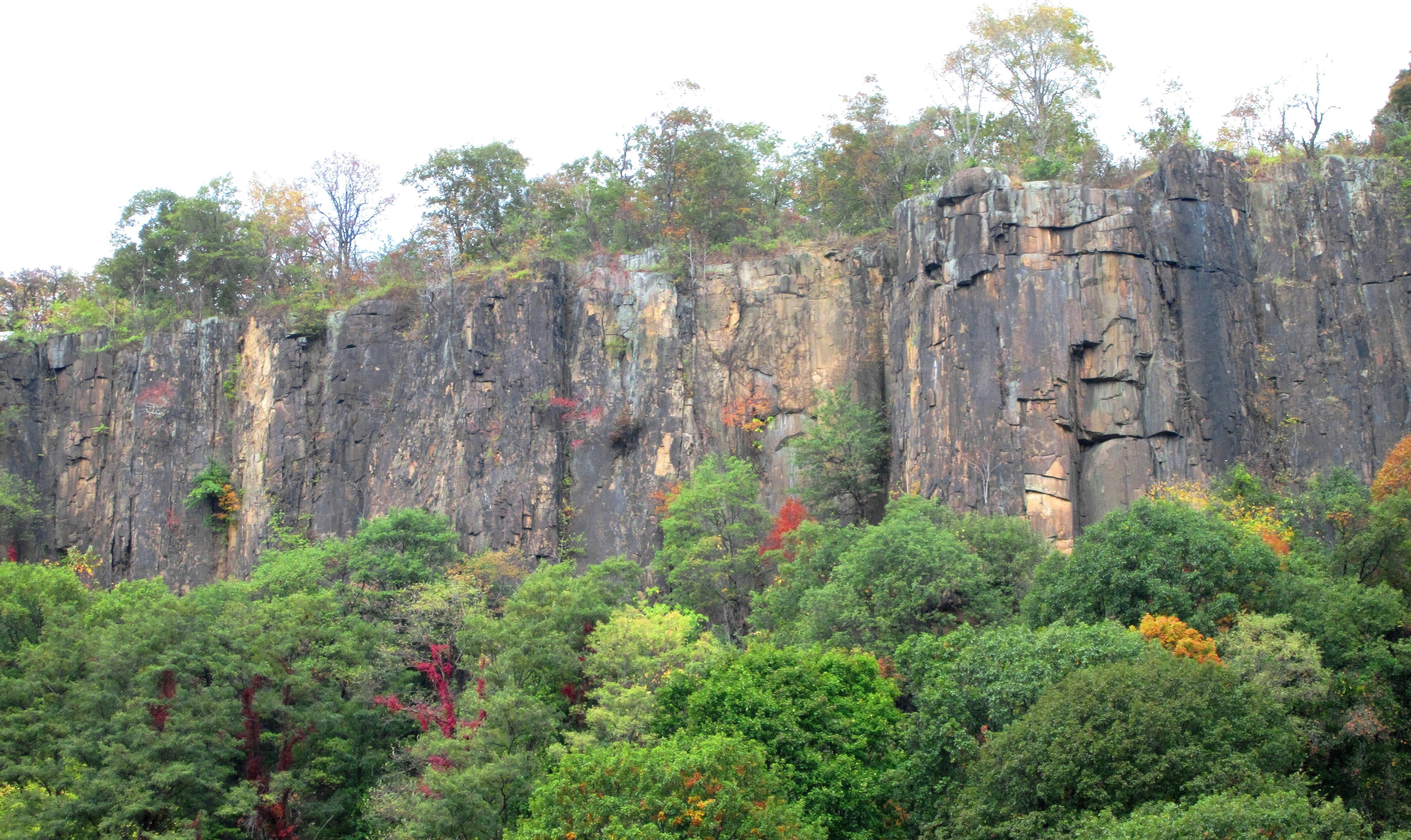
Drehort Hudson River Palisades (moderne Aufnahme)

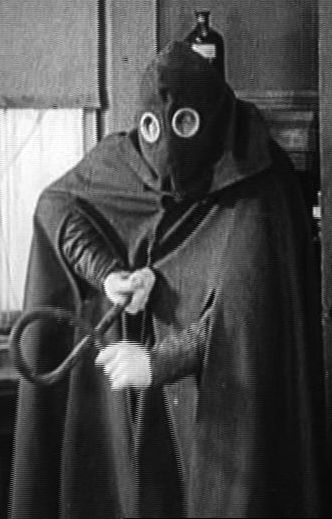
Filmszene mit dem maskierten Schurken, dem „Kapuzenmörder“

## Handlung
Kurz nachdem der Munitionsfabrikant Winthrop Waldon, Oberhaupt des Waldon-Clans, die Verlobung seiner einzigen Erbin, seiner Adoptivtochter Pearl Grant, mit ihrem Cousin arrangiert hat, auf dass die Kontrolle über das Munitionsimperium auch nach seinem Tod in der Familie bleibt, wird er auf mysteriöse Weise ermordet. Der Schurke ist ein Mann mit schwarzer Kapuze und Ganzkörperumhang, der einen Eid des Hasses gegen ihn und die junge Pearl geschworen hat. Mit Waldrons Tod wird Pearl Eigentümerin der größten Waffenfabrik der USA, der Waldon War Works. Harry Gresham, ein junger Wissenschaftler und Ingenieur der Firma, ist in Pearl verliebt. Nach ihrer arrangierten Verlobung stellt sie fest, dass sie ihn mehr schätzt als ihren Cousin, den Ehemann in spe. Pearls Cousine Naomi wiederum ist in Gresham verliebt und tut alles, um seine Bemühungen, Pearl für sich zu gewinnen, zum Scheitern zu bringen.
Im Verlauf des Serials wird Pearl, die vom maskierten Schurken ständig in Lebensgefahr gebrachte „Unschuld in tausend Nöten“, von Gresham so manches Mal aus tödlicher Gefahr gerettet. Der maskierte Mordbube lässt nicht locker, Pearl vom Leben zum Tode zu befördern, und Pearl und Harry werden dadurch zu einem fest zusammenschweißten Gespann im Kampf auf Leben und Tod. Alle noch lebenden Waldon-Verwandten, darunter auch ein weiterer Bruder namens Ezra, scheinen immer mal wieder Pläne zu schmieden, um Pearl um ihr Erbe zu bringen. Pearl und Harry erhalten Nachrichten von einem Unbekannten, der vorgibt, die Identität des Mörders und Oberschurken zu kennen. Man beschließt, sich unter Tarnidentitäten in die Unterwelt einzuschleusen, um vor Ort den Dingen auf den Grund zu gehen. Die Gegenseite lässt keine üble Idee aus, Pearl und Harry zu beseitigen: Es wird unter anderem mit keiminfizierten Briefen, Messerwürfen, Giftpfeilen und unzähligen Faust- und Revolverattacken gearbeitet, bis endlich der Bösewicht enttarnt und mit seiner Bande dingfest gemacht werden kann.

## Produktionsnotizen
Das Haus des Schreckens ist eine US-Ostküstenproduktion und entstand 1917 und 1918 mit Außenaufnahmen unter anderem unweit von New York City, an den Hudson River Palisades. Die Uraufführung fand am 10. März 1918 statt. Geplant waren ursprünglich 15 Episoden, doch angesichts des großen Erfolges der ersten Folgen wurden noch rasch fünf weitere Episoden nachgedreht, die vor allem antideutsche Tendenzen aufwiesen, in dem Spione des Weltkriegsgegners (seit 1917) in die eigentlich propagandafreie und unpolitische Mordgeschichte eingewoben wurden. Die Wiener Premiere war im Februar 1920, im Monat zuvor lief der 25-Akter bereits in Salzburg an. Eine deutsche Aufführung kann derzeit nicht festgestellt werden. In Österreich wurde der Film in vier Akte bzw. zwölf Episoden unterteilt.
Die zwanzig Kapitel trugen im Original folgende Einzeltitel:
- The Hooded Terror
- The Tiger's Eye
- A Woman's Perfidy
- The Man from Java
- Spies Within
- A Living Target
- Germ Menace
- The Untold Secret
- Poisoned Darts
- Double Crossed
- Haunts of Evil
- Flashes in the Dark
- Enemy Aliens
- Underworld Allies
- The False Signal
- The Vial of Death
- The Death Switch
- At the Pistol's Point
- The Hooded Terror Unmasked
- Following Old Glory

## Wissenswertes
Pearl White erlangte ihren Durchbruch zu Amerikas erstem Actionfilm-Idol und Filmserien- und Cliffhanger-Star 1914 mit dem Serial The Perils of Pauline. Bis Kriegsende 1918 folgten weitere nicht minder erfolgreiche Serials wie beispielsweise The Exploits of Elaine (ebenfalls 1914). Das Haus des Schreckens war ihre letzte Weltkriegsproduktion und zugleich eine der wenigen White-Serien, die auch im deutschsprachigen Raum liefen. Mit Antonio Moreno stellte man ihr zudem einen attraktiven männlichen Hauptdarsteller zur Seite, der damals sehr populär war und als „rassiger“ Latino überdies als perfekte Ergänzung zur blonden, hellhäutigen White erschien.
Die Filmserie galt lange Zeit als verschollen, doch existierte eine komprimierte Spielfilmversion in der Sammlung des berühmten sowjetischen Filmemachers Sergej Eisenstein, die sich im staatlichen Filmarchiv Gosfilmofond Russlands befindet. Diese ist unvollständig und enthält lediglich den größten Teil des Inhalts der ursprünglich ersten vier Episoden. Am 12. April 2015 veranstaltete die Fort Lee Film Commission eine dreistündige Vorführung dieses Filmtorsos. Eine restaurierte Version der Serie wurde am 25. Mai 2015 von The Serial Squadron auf DVD veröffentlicht.

## Rezeption
In Österreichs Murtaler Zeitung war zu lesen: „Verblüffend ist die Technik, die Ausstattung und das Zusammenspiel. Die große Schauspielerin muß man sehen, um sich ein Bild von ihren fabelhaften Leistungen machen zu können. Die Handlung ist echt amerikanisch: in einem Akte liegt mehr Handlung als bei uns in drei.“.
Anlässlich der Vorarlberger Premiere schrieb der Feldkircher Anzeiger: „Selbst wenn man diese Künstlerin berühmt heißt, so gibt dies noch kein Bild von den fabelhaften Leistungen dieser Schauspielerin. Erst wenn man sie gesehen hat, wie sie mit katzenartiger Behendigkeit die tollsten und gewagtesten Dinge aufführt, wenn man die dabei zutage tretende Grazie und die kostbaren Toiletten noch zu bewundern hat, dann hat man füglich alles, was das Publikum interessiert und hinreißt. Verblüffend ist auch die Ausstattung und das Zusammenspiel.“.
In More From Hollywood hieß es Jahrzehnte später: „Es handelte sich um eine der besten Serien, in denen die furchtlose, unvergleichliche Pearl als unerschrockene Maid in Not auftrat, denn Morenos lateinamerikanische Anziehungskraft verlieh den romantischen Phasen ihrer Heldentaten und Gefahren einen exotischen Touch. Sie war normalerweise so athletisch und kompetent, dass die Identität ihrer Hauptdarsteller kaum auffiel. Aber das zwanzig Kapitel umfassende House of Hate brachte den schwarzhaarigen Tony und die blonde Pearl auf den Gipfelpunkt der Serienwelle“.